# 太鲁阁小米草
太鲁阁小米草（学名：Euphrasia tarokoana）为列當科碎雪草属下的一个种。

## 扩展阅读
- 維基物種上的相關：太鲁阁小米草